# Aalter
Aalter is een gemeente in de Belgische provincie Oost-Vlaanderen, in de regio Meetjesland. De gemeente telt ruim 29.000 inwoners, die Aalternaars worden genoemd.

## Geschiedenis

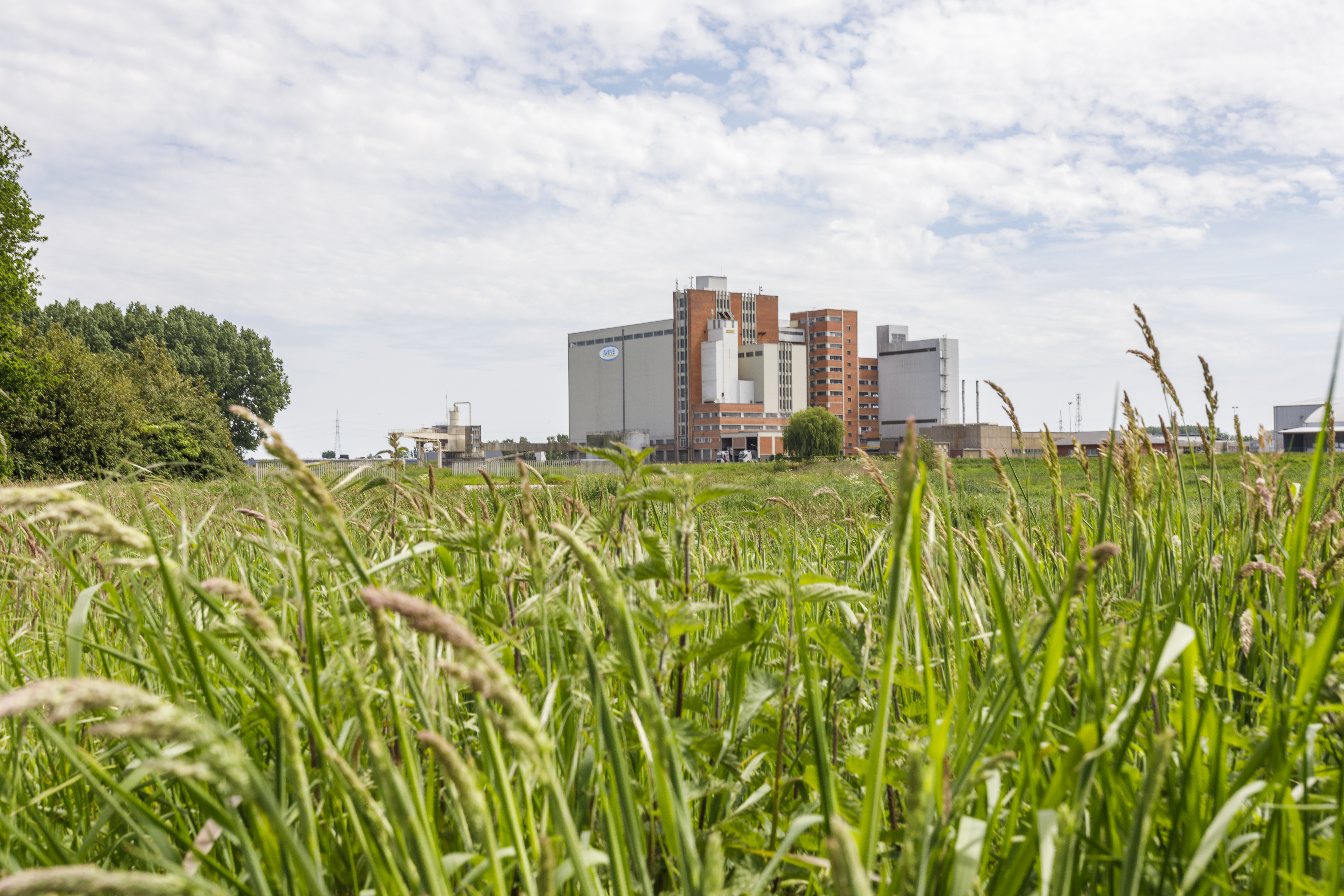
Industriezone Lakeland.

Archeologische vondsten uit de voorbije decennia tonen aan dat er op het grondgebied Aalter reeds bewoning was tijdens de prehistorie. Er werden een aantal stenen artefacten gevonden op een aantal paleontologische sites. Ze dateren mogelijk van 3000 tot 2000 voor het begin van onze jaartelling. Archeologen vonden ook de restanten van een bronzen bijl, die volgens onderzoek tussen 1200 en 1000 v.Chr. moet vervaardigd zijn.
De naam Aalter dook, door de schenking van een deel van de Villa Haleftra (het landgoed Haleft(e)ra) door graaf Diederik van West-Friesland aan de Sint-Pietersabdij van Gent, voor het eerst op in het jaar 974. Deze naam is mogelijk afgeleid van het Germaanse halahdrja, wat jeneverbessenstruik betekent. Villa Haleftra zou zich op de huidige markt hebben bevonden, vlak naast de huidige kerk. Het landgoed werd omringd door velden (campis), akkers (agris), meersen (pratis), weiden en bossen. In 840 en in 1112 komt de naam Haltra voor.
In de middeleeuwen en later (periode van ca. 1000 tot 1800) bestond de bestuurlijke organisatie uit heerlijkheden die zich vaak over een aantal parochies uitstrekten. De belangrijkste heerlijkheid, het Land van de Woestijne, was het grafelijk domein rond het Woestijnegoed. Ze strekte zich uit over het grondgebied Aalter en Knesselare met een aantal enclaves in Bellem. In de jaren 1560 verspreidde de geuzin Catharina van Boetzelaer er het calvinisme, tot ze moest vluchten.
Aalter speelde een belangrijke rol in de Gentse Opstand tegen de graaf van Vlaanderen. In 1379 versloegen de Witte Kaproenen op het Aalterse grondgebied de Brugse kanaalgravers. Het graven van de Brugse Vaart van 1613 tot 1623 in het stroomgebied van de Durme, was een zeer belangrijke ontwikkeling voor de plaats. Langs het kanaal werden heel wat vestingen gebouwd, ter verdediging tegen de Nederlanders. Er werd ook een overzetdienst ingevoerd, die eind juni 2008 werd stopgezet. De overzet was de enige langs het kanaal. In 1187 lag in Oostmolen een watermolen. Daar moesten de bewoners van Aalter hun graan laten malen. Voordat het kanaal werd gegraven in de bedding van de Zuidleie en de Durme, lagen er drie bruggen over de riviertjes: de Geetbrug, de Woestijnebrug over de Zuidleie en de Oostmolenbrug over de Hoge Kale. Toen de Brugse Vaart uiteindelijk werd gegraven, moesten die bruggen wijken. Vanaf 1617 werden de noord- en zuidkant per overzetboot verbonden. De eerste brug in Aalter dateert van 1775.
De eerste spoorlijn werd in 1838 aangelegd, waardoor Aalter nu ook door de spoorweg met de grotere steden (Gent, Brugge, Deinze, ...) was verbonden. Op 12 augustus van dat jaar werd het station geopend.
Overal was de hoofdactiviteit de landbouw en zorgde de huisnijverheid voor een extra inkomen. Deze gelijklopende geschiedenis hield pas omstreeks 1962 op met de aanleg van een industrieterrein van meer dan 125 hectare. De eerste echte fabriek stond nochtans in Bellem. Vanaf ongeveer 1800 verschafte de manufactuur tijdens de bloeiperiode werk aan 500 personen.
In 1918 werd het bovenste deel van de torenspits van de Sint-Corneliuskerk gedynamiteerd door Duitse troepen. Deze verwoesting bracht ook veel schade toe aan het dak. De kerk was 15 jaar daarvoor herbouwd en sterk uitgebreid. De verwoesting uit de Eerste Wereldoorlog werd hersteld van 1921 tot 1923, naar de neogotische plannen van architect Camille Goethals uit 1902. De oudste delen van de kerk (nu volledig nieuw) gaan terug tot de 12de of 13de eeuw.
In de jaren 30 begon de bouw aan de autosnelweg E5 tussen Brussel en Oostende, waarbij ook een afrit in Aalter werd aangelegd.

### Tweede Wereldoorlog
De gemeente werd op 23 mei 1940 bezet door het Duitse leger en bevrijd op 8 september 1944 door soldaten van de Poolse 1ste Pantserdivisie. In Ter Walle werd een monument voor deze divisie van generaal Maczek opgericht. Gedurende 1569 dagen werd de bevolking niet enkel getroffen door het oorlogsgebeuren, maar ook politieke vervolgingen, wegvoeren van burgers en soldaten naar krijgsgevangenen- en concentratiekampen, honger, ziektes en ontberingen.

### Naoorlogse tijd
Aalter bleef tot omstreeks 1960 een agrarische plaats. Ten westen van de Markettebossen verrezen in de jaren '50 van de 20e eeuw tal van villa's. In 1962 werd een bedrijventerrein van 125 ha aangelegd tussen de Brugse Vaart en de dorpskom. Hierdoor kon ook Aalter zich met nieuwe woonwijken uitbreiden en verdween geleidelijk het landelijk karakter.

### Fusies
In 1977 werd het grondgebied van Aalter aanzienlijk uitgebreid in de context van de golf van fusies van Belgische gemeenten die toen over heel het land doorgevoerd werd. Bellem, Poeke en Lotenhulle zijn sindsdien deelgemeenten van Aalter.
Op 11 oktober 2017 kozen de gemeenteraden van Aalter en Knesselare officieel voor een fusie, na een principiële goedkeuring voor een vrijwillige samenvoeging eerder dat jaar. Met het decreet van 4 mei 2018 bekrachtigde Vlaanderen de fusie en op 1 januari 2019 hielden de twee gemeenten (rechtspersonen) op met bestaan. De nieuwe fusiegemeente met de naam Aalter nam alle rechten en plichten over. Knesselare en Ursel zijn sindsdien Aalterse deelgemeenten.

## Geografie

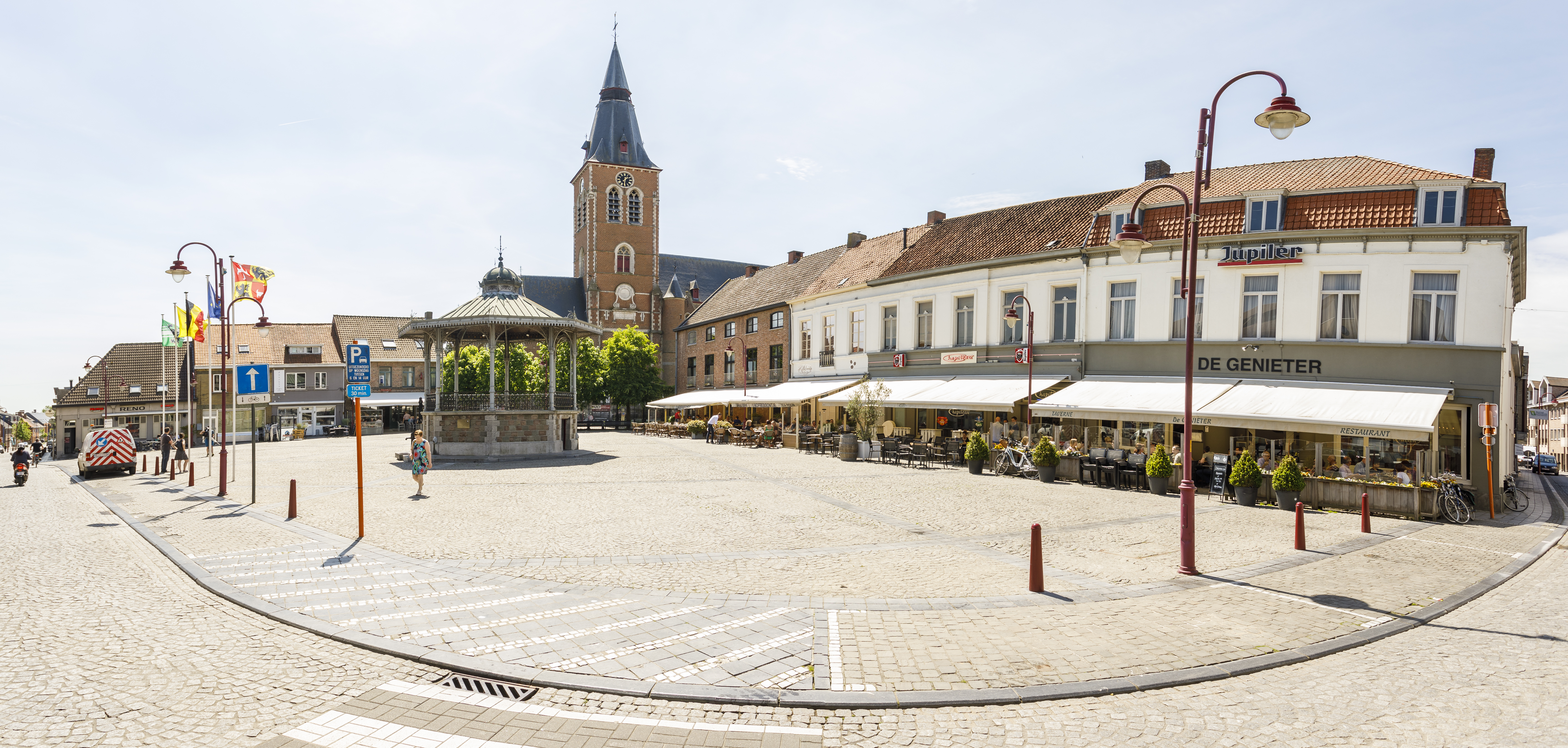
Markt van Aalter-centrum met Kiosk en Sint-Corneliuskerk.

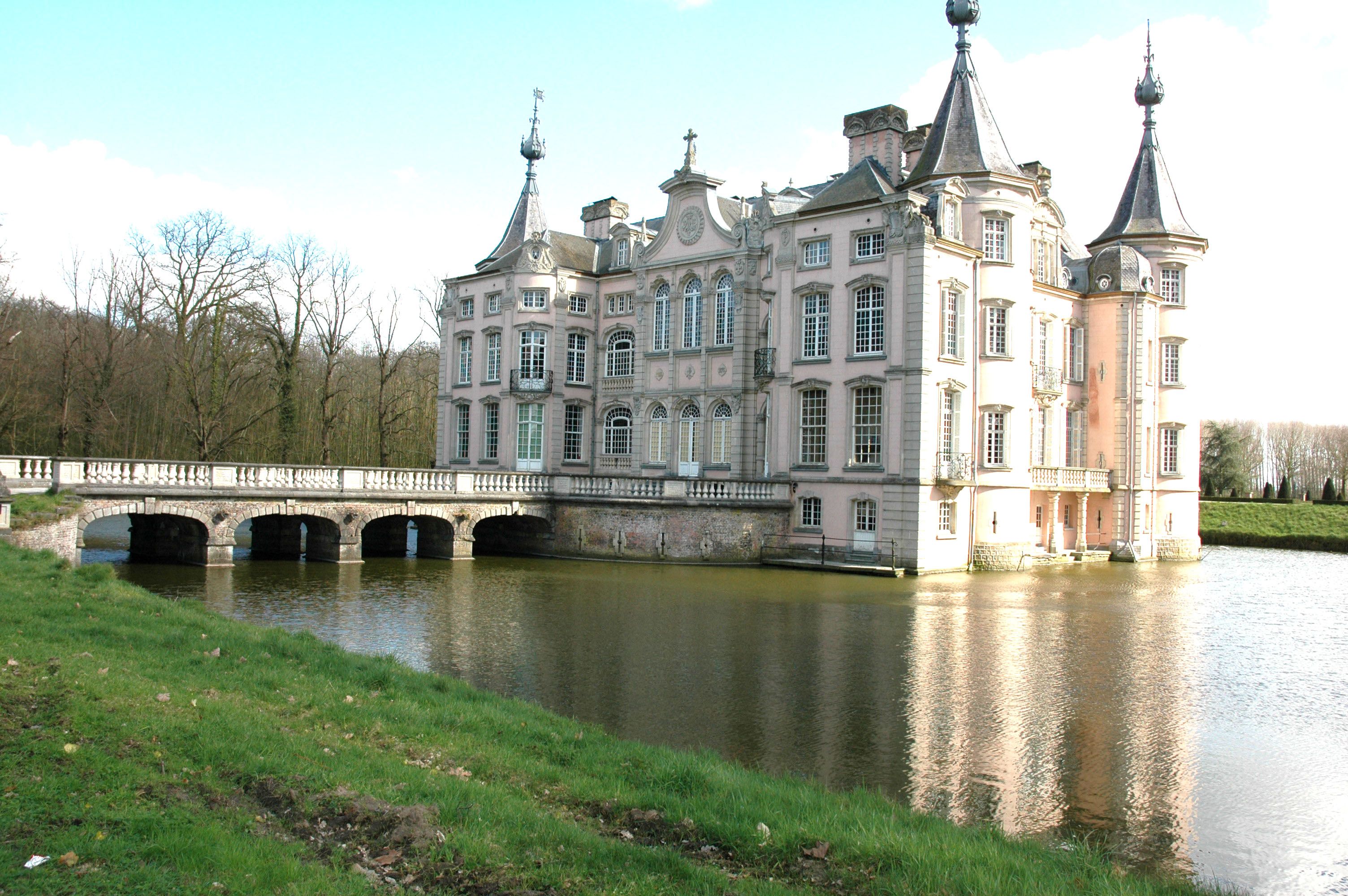
Kasteel van Poeke

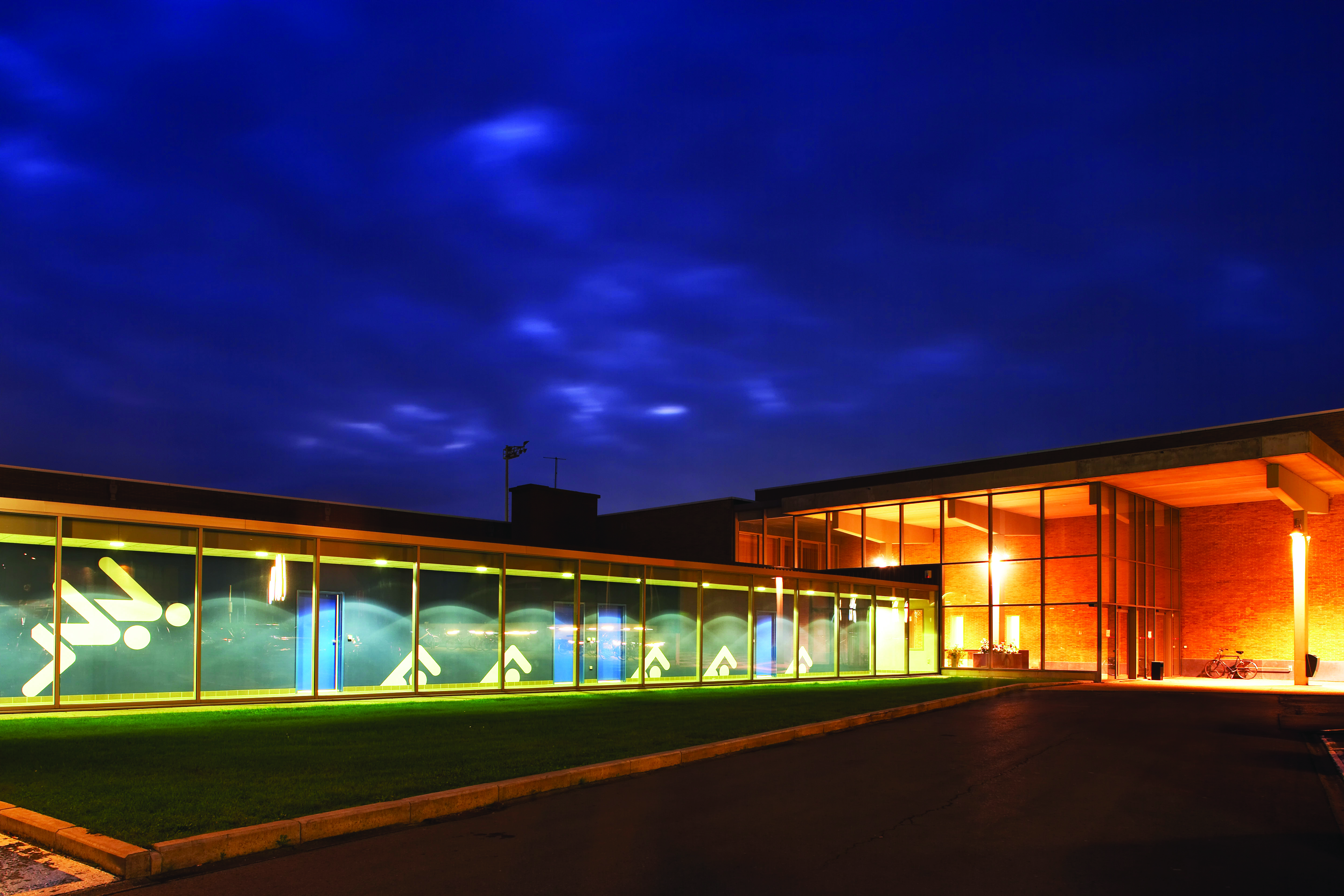
Het Sportpark in Aalter-centrum.

### Deelgemeenten
De gemeente Aalter bestaat uit zes deelgemeenten: Aalter, Bellem, Knesselare, Lotenhulle, Poeke en Ursel.
Knesselare en Ursel maken deel uit van het grondgebied sinds 1 januari 2019, de anderen reeds sinds de fusie van 1 januari 1977.
De deelgemeente Aalter bevat naast de gelijknamige kern ook nog twee andere dorpen: Aalter-Brug en Maria-Aalter. Beide zijn nooit zelfstandige gemeenten geweest en zijn dus geen deelgemeente.

#### Tabel

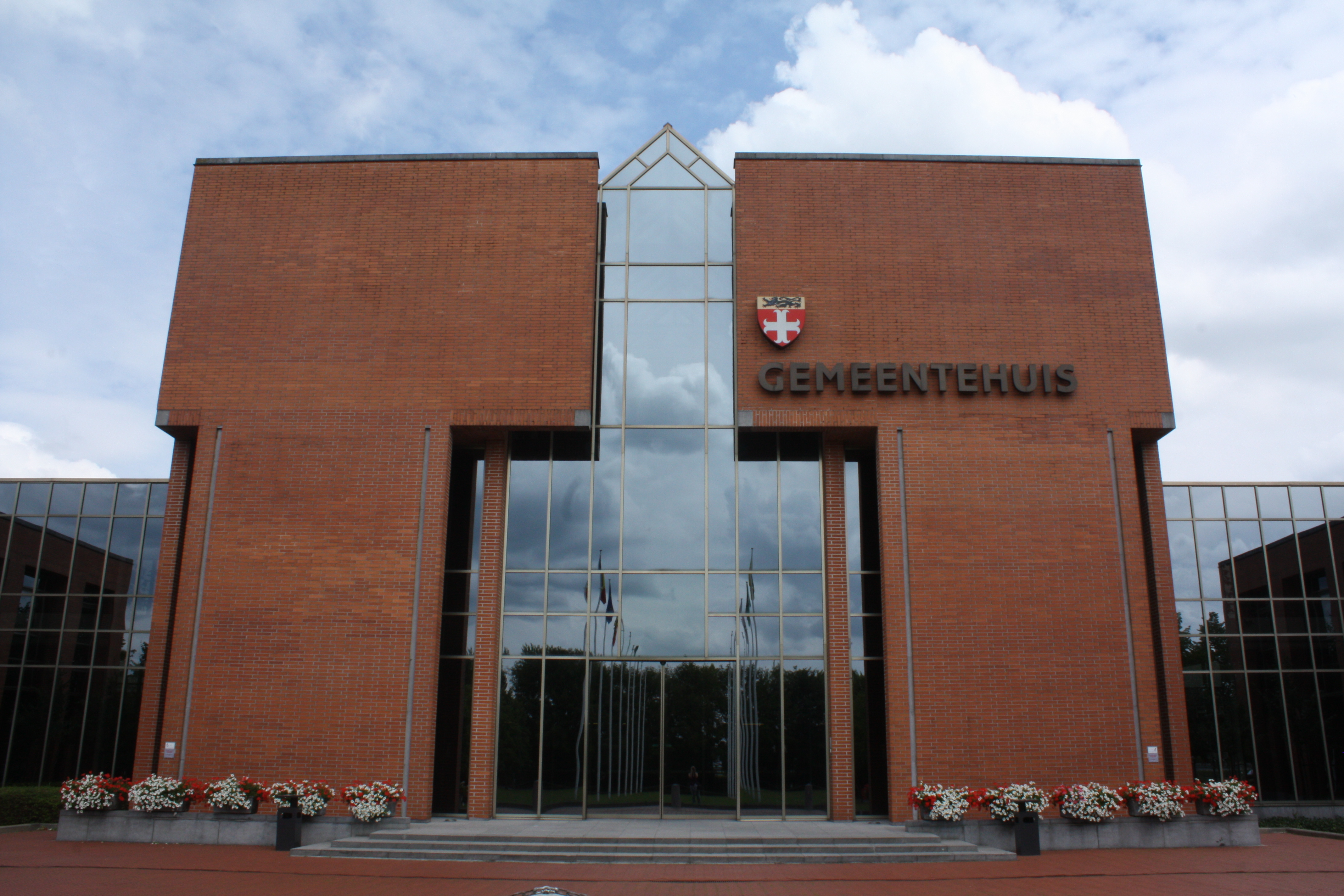
Gemeentehuis Aalter-centrum

| #   | Naam                                              | Oppervlakte (km²) | Bevolking (31/12/2019)    |
| --- | ------------------------------------------------- | ----------------- | ------------------------- |
| I   | Aalter -Aalter-centrum -Aalter-Brug -Maria-Aalter | 46,35             | 15.462 12.368 1.072 2.022 |
| II  | Bellem                                            | 12,08             | 2.271                     |
| III | Lotenhulle                                        | 17,66             | 2.601                     |
| IV  | Poeke                                             | 5,82              | 546                       |
| V   | Knesselare (31/12/2019)                           | 16,55             | 5.417                     |
| VI  | Ursel (31/12/2019)                                | 20,72             | 2.803                     |

Bron:Gemeentelijk Informatieblad TotAalter - 17 januari 2020

### Aangrenzende deelgemeenten
De gemeente Aalter grenst aan volgende deelgemeenten (zie ook de bovenstaande kaart):
- a. Hansbeke (Deinze)
- b. Nevele (Deinze)
- c. Poesele (Deinze)
- d. Meigem (Deinze)
- e. Vinkt (Deinze)
- f. Kanegem (Tielt)
- g. Ruiselede
- h. Beernem
- i. Sint-Joris (Beernem)
- j. Oedelem (Beernem)
- k. Maldegem
- l. Adegem (Maldegem)
- m. Zomergem (Lievegem)

## Bezienswaardigheden
- De laatgotische Sint-Corneliuskerk
- Het Kasteel Nobelstede uit de 16de eeuw.
- De Warandemolen, een windmolenrestant.

## Natuur en landschap
Aalter ligt in Zandig Vlaanderen op een hoogte van ongeveer 10 meter. Aalter is rijk aan natuurschoon, zoals heide en dennenbossen, de Kraenepoel (grote vijver op grondgebied Bellem) met Markettebossen, het Ganzeveld en de bossen van Maria-Aalter (met De Vaanders). Het Hooggoedbos (67 ha) is een wandelgebied, dat doorkruist wordt door zandige wegen en dreven. Het Hooggoedbos is tevens rijk aan vogelsoorten. De groene long Drongengoed-Maldegemveld ligt in Knesselare en Ursel. Het Drongengoed is, met ongeveer 750 hectare, het grootste aaneengesloten bosgebied van Oost-Vlaanderen. In Ursel bevindt zich het Kattenbos.

## Demografie

### Demografische ontwikkeling voor de fusie
- Bronnen: 1831 t/m 1970=volkstellingen, 1976 = inwonertal op 31 december

### Demografische ontwikkeling van de fusiegemeente
Alle historische gegevens hebben betrekking op de huidige gemeente, inclusief deelgemeenten, zoals ontstaan na de fusie van 1 januari 2019.
- Bronnen:NIS, Opm:1831 tot en met 1981=volkstellingen; 1990 en later= inwonertal op 1 januari

| Inwoners van jaar tot jaar op 1 januari 1992 tot heden | Inwoners van jaar tot jaar op 1 januari 1992 tot heden | Inwoners van jaar tot jaar op 1 januari 1992 tot heden |
| jaar                                                   | Aantal                                                 | Evolutie: 1992=index 100                               |
| ------------------------------------------------------ | ------------------------------------------------------ | ------------------------------------------------------ |
| 1992                                                   | 24.804                                                 | 100,0                                                  |
| 1993                                                   | 25.055                                                 | 101,0                                                  |
| 1994                                                   | 25.103                                                 | 101,2                                                  |
| 1995                                                   | 25.267                                                 | 101,9                                                  |
| 1996                                                   | 25.463                                                 | 102,7                                                  |
| 1997                                                   | 25.608                                                 | 103,2                                                  |
| 1998                                                   | 25.935                                                 | 104,6                                                  |
| 1999                                                   | 26.152                                                 | 105,4                                                  |
| 2000                                                   | 26.303                                                 | 106,0                                                  |
| 2001                                                   | 26.343                                                 | 106,2                                                  |
| 2002                                                   | 26.443                                                 | 106,6                                                  |
| 2003                                                   | 26.530                                                 | 107,0                                                  |
| 2004                                                   | 26.492                                                 | 106,8                                                  |
| 2005                                                   | 26.544                                                 | 107,0                                                  |
| 2006                                                   | 26.726                                                 | 107,7                                                  |
| 2007                                                   | 26.781                                                 | 108,0                                                  |
| 2008                                                   | 27.025                                                 | 109,0                                                  |
| 2009                                                   | 27.371                                                 | 110,3                                                  |
| 2010                                                   | 27.665                                                 | 111,5                                                  |
| 2011                                                   | 27.904                                                 | 112,5                                                  |
| 2012                                                   | 28.076                                                 | 113,2                                                  |
| 2013                                                   | 28.237                                                 | 113,8                                                  |
| 2014                                                   | 28.239                                                 | 113,8                                                  |
| 2015                                                   | 28.250                                                 | 113,9                                                  |
| 2016                                                   | 28.435                                                 | 114,6                                                  |
| 2017                                                   | 28.563                                                 | 115,2                                                  |
| 2018                                                   | 28.784                                                 | 116,0                                                  |
| 2019                                                   | 28.906                                                 | 116,5                                                  |
| 2020                                                   | 29.182                                                 | 117,7                                                  |
| 2021                                                   | 29.242                                                 | 117,9                                                  |
| 2022                                                   | 29.340                                                 | 118,3                                                  |
| 2023                                                   | 29.529                                                 | 119,0                                                  |
| 2024                                                   | 29.787                                                 | 120,1                                                  |
| 2025                                                   | 29.830                                                 | 120,3                                                  |

## Politiek

### Structuur
De gemeente Aalter is het laagste niveau in de relatie tussen de overheid en haar burgers. Naargelang de aard van zijn bestuurlijke activiteiten refereert het aan volgende verschillende overheden:
| Aalter           | Aalter           | Supranationaal         | Nationaal                         | Nationaal                 | Gemeenschap               | Gewest                    | Provincie                 | Arrondissement  | Provinciedistrict | Kanton          | Gemeente        |
| ---------------- | ---------------- | ---------------------- | --------------------------------- | ------------------------- | ------------------------- | ------------------------- | ------------------------- | --------------- | ----------------- | --------------- | --------------- |
| Administratief   | Niveau           | Europese Unie          | België                            | België                    | Vlaanderen                | Vlaanderen                | Oost-Vlaanderen           | Gent            | Gent              | Gent            | Aalter          |
| Administratief   | Bestuur          | Europese Commissie     | Belgische regering                | Belgische regering        | Vlaamse regering          | Vlaamse regering          | Deputatie                 | Deputatie       | Deputatie         | Deputatie       | Gemeentebestuur |
| Administratief   | Raad             | Europees Parlement     | Kamer van volksvertegenwoordigers | Vlaams Parlement          | Vlaams Parlement          | Vlaams Parlement          | Provincieraad             | Provincieraad   | Provincieraad     | Provincieraad   | Gemeenteraad    |
| Kiesomschrijving | Kiesomschrijving | Nederlands Kiescollege | Kieskring Oost-Vlaanderen         | Kieskring Oost-Vlaanderen | Kieskring Oost-Vlaanderen | Kieskring Oost-Vlaanderen | Kieskring Oost-Vlaanderen | Gent            | Deinze            | Nevele          | Aalter          |
| Verkiezing       | Verkiezing       | Europese               | Federale                          | Federale                  | Vlaamse                   | Vlaamse                   | Provincieraads-           | Provincieraads- | Provincieraads-   | Provincieraads- | Gemeenteraads-  |

### Gemeentebestuur

#### Burgemeesters
| Tijdspanne | Tijdspanne  | Burgemeester             |
| ---------- | ----------- | ------------------------ |
|            | ? - 1831    | Charles-Joseph de Seille |
|            | 1831 - 1837 | Joseph Libbrecht         |
|            | 1837 - 1847 | Joseph Charles Soudan    |
|            | 1848 - 1853 | Joseph Jean Snoeck       |
|            | 1853 - 1860 | Constant Bruneel         |
|            | 1861 - 1866 | Joseph Jean Snoeck       |
|            | 1867 - 1872 | Petrus Livinus Claeys    |
|            | 1873 - 1883 | Alfons Goeminne          |
|            | 1884 - 1893 | Theodoor Diericx         |
|            | 1893 - 1914 | Henri Soudan             |

| Tijdspanne | Tijdspanne   | Burgemeester                        |
| ---------- | ------------ | ----------------------------------- |
|            | 1914 - 1915  | Joseph Rysenaer                     |
|            | 1916 - 1921  | August Goeminne                     |
|            | 1921 - 1932  | graaf Karel De Hemricourt de Grunne |
|            | 1933 - 1942  | Karel Bockaert                      |
|            | 1942 - 1944  | Omer Vandekerckhove                 |
|            | 1944 - 1952  | Emiel De Pauw (UCB / CVP)           |
|            | 1953 - 1959  | Raymond Van den broecke (CVP)       |
|            | 1959 - 1994  | Jan De Crem (CVP)                   |
|            | 1995 - heden | Pieter De Crem (CVP / CD&V)         |
|            | 2008 - 2020  | Patrick Hoste (waarnemend, CD&V)    |

#### Legislatuur 1989 - 1994
De Volksunie kwam op onder de naam GROEP.

#### Legislatuur 2007 - 2012
Open Vld, GROEP en Groen trokken in kartel naar de kiezer met de kieslijst OPEN.

#### Legislatuur 2013 - 2018
CD&V en N-VA trokken in kartel naar de kiezer. Het kartel OPEN (Groen, GROEP en Open Vld) werd opengebroken, van de voormalige kartelpartners kwamen enkel Groen en Open Vld op. Zowel Groep als de sp.a besloten niet deel te nemen aan de verkiezingen. Lijsttrekkers bij deze verkiezingen waren Pieter De Crem (CD&V-N-VA), Hans Herbrant (Open Vld), Mieke Schauvliege (Groen) en Pascal Verschuere (Vlaams Belang). Burgemeester is Pieter De Crem van de CD&V. Zijn functie wordt tijdelijk waargenomen door Patrick Hoste. Het kartel CD&V-N-VA heeft de meerderheid met 19 op 25 zetels. Populairste politici waren Pieter De Crem (3.922), Patrick Hoste (2.806), Birger Quintyn (2.222), Dirk De Smul (1.971) en ten slotte Bieke De Neve (1.445), allen van CD&V.

#### Legislatuur 2018 - 2024
Op 23 mei 2017 werd door de beide gemeenteraden van Knesselare en Aalter gelijktijdig de intentie tot fusie bekrachtigd. De inwoners van Aalter en Knesselare gingen op 14 oktober 2018 dan ook voor het eerst samen naar de stembus om een gezamenlijke gemeenteraad te kiezen voor de nieuwe fusiegemeente Aalter. Het kartel CD&V/N-VA behaalde de meerderheid van 20 op 29 zetels en mocht dus de burgemeester leveren voor de nieuwe gemeente.
Pieter De Crem behaalde tijdens de gemeenteraadsverkiezingen 5.056 stemmen en werd burgemeester. Andere populaire politici waren: Patrick Hoste (2.363 stemmen), Dirk De Smul (2.080 stemmen), Herlinde Trenson (1.927 stemmen), Mieke Schauvliege (1.707 stemmen) en Johan Van den Kerckhove (1.657 stemmen).
Zolang Pieter De Crem minister van Binnenlandse Zaken en Veiligheid was, was Patrick Hoste waarnemend burgemeester.
Halfweg de legislatuur brak het kartel en stapte N-VA uit de meerderheid. CD&V had alleen echter nog steeds een absolute meerderheid en bestuurde nu alleen verder.

#### Legislatuur 2024-2030
Bij de verkiezingen van oktober 2024 verloor CD&V, dat met Democratische Unie het kartel CD&V/DU vormde, haar absolute meerderheid in Aalter en hield ze nog 13 van de 29 zetels in de gemeenteraad over. Lijsttrekker Pieter De Crem bleef met 2.926 voorkeurstemmen de populairste kandidaat en kon dus opnieuw het burgemeesterschap opeisen, omdat er geen bestuur zonder CD&V/DU mogelijk was. De andere partijen in de gemeenteraad waren N-VA, Groen en Vlaams Belang. Hun lijsttrekkers waren Michael Ally, Mieke Schauvliege en Paul Beheyt. CD&V/DU vormde een bestuur met N-VA, de twee partijen beschikken over een meerderheid van 21 op 29 zetels.

### Resultaten gemeenteraadsverkiezingen sinds 1976
| Partij of kartel     | Partij of kartel                                      | 10-10-1976 | 10-10-1976 | 10-10-1982 | 10-10-1982 | 9-10-1988 | 9-10-1988 | 9-10-1994 | 9-10-1994 | 8-10-2000 | 8-10-2000 | 8-10-2006 | 8-10-2006 | 14-10-2012 | 14-10-2012 | 14-10-2018 | 14-10-2018 | 13-10-2024 | 13-10-2024 |
| Stemmen / Zetels     | Stemmen / Zetels                                      | %          | 23         | %          | 25         | %         | 25        | %         | 25        | %         | 25        | %         | 25        | %          | 25         | %          | 29         | %          | 29         |
| -------------------- | ----------------------------------------------------- | ---------- | ---------- | ---------- | ---------- | --------- | --------- | --------- | --------- | --------- | --------- | --------- | --------- | ---------- | ---------- | ---------- | ---------- | ---------- | ---------- |
|                      | CVP1/ CD&V2/ CD&V-N-VAB / CD&V/DU3                    | 69,531     | 18         | 61,21      | 18         | 61,421    | 18        | 54,881    | 16        | 52,141    | 15        | 63,92     | 16        | 64,56B     | 19         | 57,4B      | 19         | 42,43      | 13         |
|                      | Volksbelangen1/ VU2/ GROEP3/ OPENA/ CD&V-N-VAB/ N-VA4 | 24,751     | 5          | 21,861     | 6          | 15,682    | 4         | 21,783    | 5         | 14,283    | 3         | 36,1A     | 9         | 64,56B     | 19         | 57,4B      | 1          | 27,54      | 8          |
|                      | PVV1/ VLD2/ OPENA/ Open Vld3/ Open Vld PLUS4          | -          |            | 3,711      | 0          | 8,381     | 1         | 11,222    | 2         | 15,442    | 3         | 36,1A     | 9         | 9,193      | 1          | 9,54       | 2          | -          |            |
|                      | Agalev1/ OPENA/ Groen2                                | -          |            | 7,341      | 1          | 10,041    | 2         | 12,131    | 2         | 18,141    | 4         | 36,1A     | 9         | 20,712     | 5          | 21,42      | 6          | 21,32      | 6          |
|                      | SP1/ sp.a & meer2                                     | 5,721      | 0          | 5,891      | 0          | 4,481     | 0         | -         |           | -         |           | -         |           | -          |            | 3,72       | 0          | -          |            |
|                      | Vlaams Belang                                         | -          |            | -          |            | -         |           | -         |           | -         |           | -         |           | 5,54       | 0          | 8,1        | 1          | 8,8        | 2          |
| Totaal stemmen       | Totaal stemmen                                        | 9951       | 9951       | 11089      | 11089      | 11901     | 11901     | 12737     | 12737     | 13562     | 13562     | 13997     | 13997     | 14477      | 14477      | 20093      | 20093      | 15031      | 15031      |
| Opkomst %            | Opkomst %                                             |            |            |            |            | 96,26     | 96,26     | 95,29     | 95,29     | 94,66     | 94,66     | 95,62     | 95,62     | 92,69      | 92,69      | 91,2       | 91,2       | 65,0       | 65,0       |
| Blanco en ongeldig % | Blanco en ongeldig %                                  | 2,84       | 2,84       | 3,29       | 3,29       | 3,55      | 3,55      | 4,11      | 4,11      | 4,56      | 4,56      | 5,13      | 5,13      | 3,47       | 3,47       | 3,7        | 3,7        | 0,7        | 0,7        |

De resultaten in het vet geven de gevormde meerderheid weer. De grootste partij is in kleur.

## Cultuur

### Wapenschild van Aalter
Aalter gebruikte voor de fusie van 1 januari 1977 een wapen van zilver met een rood (keel in heraldische termen) Sint-Andries- of schuinkruis. Na de fusie verwerkte het gemeentebestuur in een nieuw wapenschild ook heraldische elementen uit de wapens van de deelgemeenten. Het huidige wapenschild is in keel met een ankerkruis van zilver (zoals het oorspronkelijk wapen van de heren van de Woestine, de gezagsdragers in Aalter en een deel van Bellem) en een schildhoofd van goud met een gaande leeuw (zoals de gouden leeuw van het zegel van de heren van Poeke) van sabel, geklauwd en getongd van keel.
Na de fusie met Knesselare en Ursel werd het wapenschild niet aangepast.

## Mobiliteit

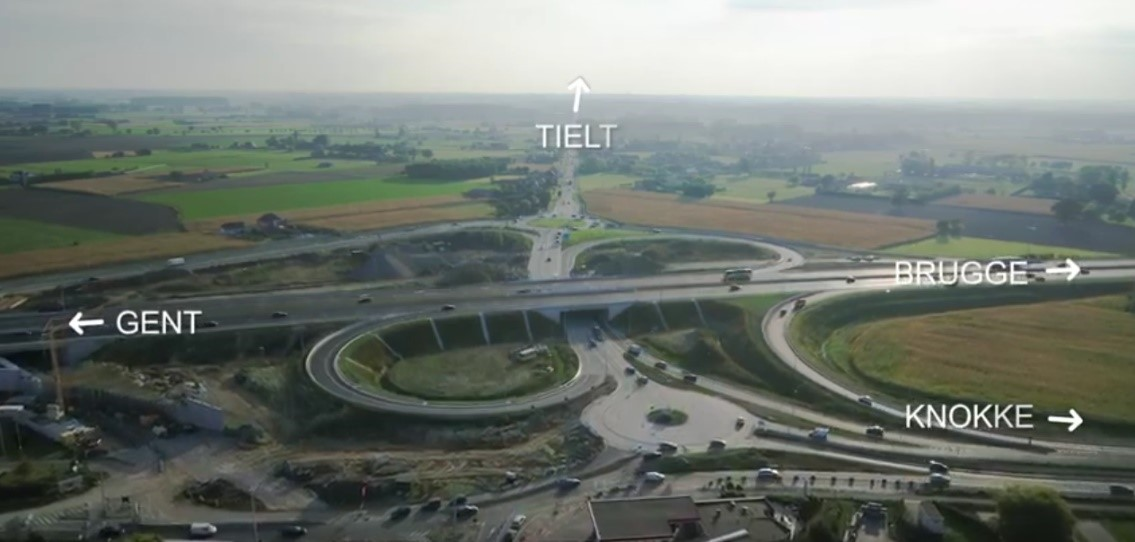
Werken op- en afrittencomplex E40 - oktober 2018

Aalter ligt halverwege tussen Gent en Brugge aan de snelweg A10/E40, het Kanaal Gent-Brugge en de spoorlijn 50A (Oostende - Brussel). De IC-trein Blankenberge - Genk  en de IC-trein Knokke - Brussels-Airport-Zaventem stoppen in Station Aalter , alsook de L-trein (Zeebrugge/) Brugge - Mechelen.
Ter hoogte van Aalter sluit de N44, die de A10 en de N49 met elkaar verbindt, aan op de A10. In 2007-2008 werd er in de N44 een tunnel aangelegd.
In februari 2016 startten de werken aan het op- en afrittencomplex van de E40. Met drie lokale rotondes en een fly-over van E40 naar de N44 kiest het Agentschap Wegen en Verkeer voor een veilige en vlotte doorstroming van het verkeer. Er kwamen ook twee nieuwe bruggen, namelijk waar de Steenweg op Deinze en de Tieltsesteenweg onder de E40 gaan. In 2020 ging de vernieuwde afrit volledig open.

## Sport
In het centrum van de gemeente speelt voetbalclub KV Eendracht Aalter. De club speelde vroeger verschillende jaren in de nationale reeksen, maar is nu weggezakt naar de provinciale reeksen. Verder spelen in de andere kernen nog voetbalclubs SK Bellem, Daring Maria-Aalter en WS Lovrienden Lotenhulle in de provinciale reeksen.
In Aalter speelt basketbalclub Sgolba Aalter, die zowel een mannen- als vrouwenteam heeft.

## Bekende Aalternaars
Bekende personen die geboren of woonachtig zijn of waren in Aalter of een andere significante band met de gemeente hebben:
- Kenny Belaey, negenvoudig wereldkampioen biketrial
- Etienne Buysse, wielrenner
- Hans De Clercq, wielrenner
- Jan De Crem, politicus
- Pieter De Crem, politicus
- Gertjan De Mets, voetballer bij KV Kortrijk
- Philippe Goeminne, magistraat
- Flor Grammens, politicus en taalactivist
- Henk Houwaart, voetbaltrainer
- Bjorg Lambrecht, wielrenner
- Eugenius Maeyens
- August Meiresonne, bierbrouwer en burgemeester
- Sven Ornelis, radio- en televisiepresentator
- Martine Tanghe, VRT-nieuwsanker
- Jef Tavernier, politicus
- Charlotte Van Brabander, pokerspeelster
- Rik Van de Walle, hoogleraar en rector van de UGent
- Jan Baptist van de Woestijne, stichter van verschillende kloosters in België
- Peter Van Den Abeele, wielrenner
- Wendy Van Wanten, zangeres

## Partnersteden

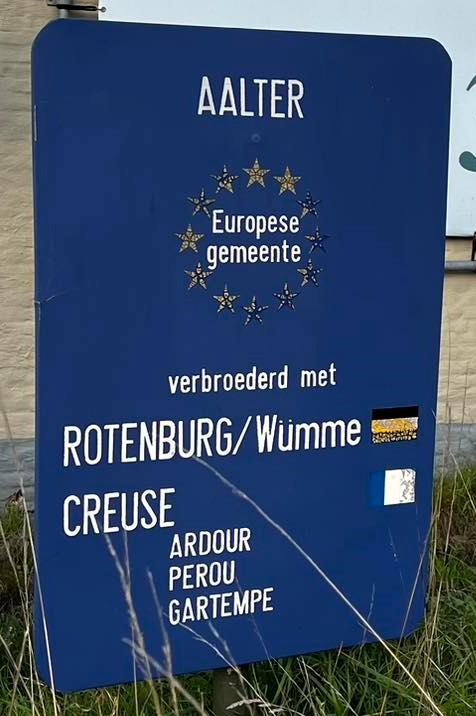
Bord met de verbroederde steden ter hoogte van de Lostraat.

- La Creuse (Frankrijk), sinds 1979
- Rotenburg (Duitsland), sinds 1974

## Nabijgelegen kernen
Aalter-Brug, Maria-Aalter, Bellem, Lotenhulle, Ruiselede